# إيه جيه ماثيوز
إيه جيه ماثيوز (بالإنجليزية: A.J. Matthews؛ مواليد 23 يناير 1988) هو مُقاتل فنون قتالية مختلطة أمريكي.

## وصلات خارجية
- إيه جيه ماثيوز على موقع بيلاتور (الإنجليزية)
- إيه جيه ماثيوز على موقع شيردوغ (الإنجليزية)
- إيه جيه ماثيوز على موقع IMDb (الإنجليزية)